# Clévis Ashu
Clévis Ashu Tambe (Muyuka, Camerún, 1 de enero de 1985) es un futbolista camerunés. Juega como defensor en el Feutcheu FC, de la Primera División de Camerún, y en la Selección de fútbol de Camerún.

## Selección nacional
Ha sido internacional con la Selección de fútbol de Camerún en 4 ocasiones. 

### Participaciones con Camerún
| Campeonato                              | Sede  | Resultado        |
| --------------------------------------- | ----- | ---------------- |
| Campeonato Africano de Naciones de 2011 | Sudán | Cuartos de final |

## Clubes
| Club                  | País    | Año           |
| --------------------- | ------- | ------------- |
| Fovu Baham            | Camerún | 2008 - 2011   |
| Cotonsport Garoua     | Camerún | 2011 - 2012   |
| Union Douala          | Camerún | 2012 - 2015   |
| New Star FC           | Camerún | 2015          |
| 1960 Silopi Spor      | Turquía | 2015-2016     |
| Coton Sport de Garoua | Camerún | 2016-2018     |
| Feutcheu FC           | Camerún | 2018-presente |

## Palmarés

### Campeonatos nacionales
| Título                      | Club              | País    | Año  |
| --------------------------- | ----------------- | ------- | ---- |
| Primera División de Camerún | Cotonsport Garoua | Camerún | 2011 |
| Primera División de Camerún | Union Douala      | Camerún | 2012 |
| Copa de Camerún             | Fovu Baham        | Camerún | 2010 |
| Copa de Camerún             | Cotonsport Garoua | Camerún | 2011 |